# Metallochlora militaris
Metallochlora militaris är en fjärilsart som beskrevs av Lucas 1891. Metallochlora militaris ingår i släktet Metallochlora och familjen mätare. Inga underarter finns listade i Catalogue of Life.